# محمد عبادی (بازیکن فوتبال)
محمد عبادی (عربی: محمد عبادي؛ زادهٔ ۳ سپتامبر ۱۹۹۰) بازیکن فوتبال اهل سوریه است.
از باشگاه‌هایی که در آن بازی کرده‌است می‌توان به باشگاه ورزشی الشرطه (سوریه) و باشگاه ورزشی الفتوه اشاره کرد.
وی همچنین در تیم‌های ملی فوتبال زیر ۲۳ سال سوریه و سوریه بازی کرده‌است.